# One n' Only
One n' Only (estilizado como ONE N' ONLY) é uma boy band japonesa composta por seis integrantes criada em 2018. Eles têm contrato com a gravadora Stardust e seus membros são Rei, Tetta, Naoya, Kenshin, Hayato e Eiku. Havia um sétimo membro chamado Kohki, que deixou o grupo em 2019. Alguns membros também fazem parte de outras boy bands, como EBBiSH e Satori Boys Club (SBC). Eles definem seu estilo como uma mistura de J-pop e K-pop, que chamam de "JK-Pop", além de incluir elementos de rap.
Sua música de lançamento foi I'M SWAG, que chegou a sexta posição no Oricon Singles Chart; seguida por Dark Knight, que alcançou o primeiro lugar dessa parada.
Em 2022, eles se apresentaram no Anime Friends. Um ano depois, o grupo fez uma turnê pelo Brasil, se apresentando em São Paulo, Rio de Janeiro e Porto Alegre. Eles também gravaram duas músicas em português, uma chamada L.O.C.A., e outra chamada Get That. Além disso, às vezes postam coreografias de músicas populares brasileiras em suas redes sociais, ganhando muitos fãs no país.
Em 2023, eles participaram do filme Battle King – We’ll rise again, dirigido por Genki Takigawa.

## Discografia

### Singles
- I'M SWAG - 2018[14]
- Dark Knight - 2019[15]
- Category / My Love - 2019[16]
- JUST LIKE ME - 2020[14]
- L.O.C.A. - 2021[14]
- Video Chat - 2021[14]
- L.O.C.A. (PT-BR) - 2021[14]
- We Just Don't Care - 2021[14]
- What's Your Favorite? - 2022[14]
- LUCKY - 2022[17]
- Step Up - 2022[14]
- Good Day - 2022[14]
- YOU??? - 2023[14]
- We'll rise again - 2023[18]
- Get That (PT-BR) - 2023[14]
- Reflection - 2023[14]
- EVOL - 2023[14]
- Freaking Happy - 2023[19]

### EPs
- Young Blood (EP - 2022)[14]
- You are / Hook Up (EP - 2023)[20]

### Álbuns
- ON'O (Album - 2020)[17]
- Departure (Album - 2023)[21]

## Ligações Externas
Site oficial